# Veronika Halder
Veronika Halder (* 14. Oktober 1980 in Hall in Tirol) ist eine ehemalige österreichische Rennrodlerin. Sie gehörte bis 2011 der österreichischen Nationalmannschaft an und gewann jeweils vier Medaillen bei Europameisterschaften und Junioren-Weltmeisterschaften. Im Weltcup war ihr bestes Gesamtergebnis ein fünfter Platz in der Saison 2003/04.

## Karriere
Halder begann als Zehnjährige mit dem Naturbahnrodeln und stieg im Alter von 14 Jahren auf die Kunstbahn um. Ab 2000 gehörte sie dem Nationalteam des Österreichischen Rodelverbandes an. Den ersten internationalen Erfolg feierte sie bei den Juniorenweltmeisterschaften 1996 in Calgary, als sie die Bronzemedaille mit der Mannschaft gewann. Drei Jahre später gewann sie bei den Juniorenweltmeisterschaften 1999 in Igls Gold mit der Mannschaft und Bronze im Einzel. 2000 gewann sie in Altenberg nochmals die Bronzemedaille mit der Mannschaft. Ab 2001 gehörte Halder dem Kader des Heeressportzentrums des Österreichischen Bundesheers an.
Im Challenge-Cup war Halder ab der Saison 2000/01 am Start. Als beste Gesamtergebnisse erreichte sie zwei dritte Plätze in den Saisonen 2005/06 und 2006/07. Ab der Saison 2001/02 nahm Halder auch am Weltcup sowie an Welt- und Europameisterschaften teil. Ihr bestes Ergebnis im Gesamtweltcup war der fünfte Platz in der Saison 2003/04. Zweimal wurde sie Sechste (2002/03 und 2005/06) und zweimal Siebte (2006/07 und 2008/09). Insgesamt erreichte sie achtmal eine Platzierung unter den besten zehn im Gesamtweltcup. Bei Europameisterschaften gewann Halder vier Medaillen: 2004 wurde sie Dritte mit der Mannschaft, 2008 Dritte im Einsitzer sowie Zweite mit der Mannschaft und 2010 nochmals Zweite mit der Mannschaft. Bei Weltmeisterschaften waren ihre besten Ergebnisse der vierte Platz im Mannschaftswettbewerb 2004 sowie jeweils der fünfte Platz im Einsitzer 2003 und 2004. Ebenfalls den fünften Platz im Einsitzer erreichte Halder bei den Olympischen Winterspielen 2006 in Turin. Vier Jahre später wurde sie bei den Olympischen Winterspielen 2010 in Vancouver jedoch nur Zwölfte. Auf nationaler Ebene gewann Halder zwei Staatsmeistertitel im Einsitzer 2006 und 2008.
Im Sommer 2011 gab Halder nach 20 Jahren im Rodelsport ihren Rücktritt bekannt.

## Erfolge
- Olympische Winterspiele 2006 in Turin: 5. Platz
- Olympische Winterspiele 2010 in Vancouver: 12. Platz

- Weltmeisterschaften:
  - 2003 in Sigulda: 5. Platz
  - 2004 in Nagano: 5. Platz Einzel, 4. Platz Mannschaft
  - 2005 in Park City: 7. Platz
  - 2007 in Igls: 13. Platz
  - 2008 in Oberhof: 13. Platz
  - 2009 in Lake Placid: 12. Platz
  - 2011 in Cesana: 7. Platz

- Europameisterschaften:
  - 2002 in Altenberg: 10. Platz
  - 2004 in Oberhof: 6. Platz Einzel, 3. Platz Mannschaft
  - 2006 in Winterberg: 14. Platz
  - 2008 in Turin: 3. Platz Einzel, 2. Platz Mannschaft
  - 2010 in Sigulda: 4. Platz Einzel, 2. Platz Mannschaft

- Junioren-Weltmeisterschaften:
  - 1996 in Calgary: 3. Platz Mannschaft, 6. Platz Einzel
  - 1997 in Oberhof: 22. Platz
  - 1998 in Sigulda: 4. Platz Mannschaft, 6. Platz Einzel
  - 1999 in Igls: 3. Platz Einzel, 1. Platz Mannschaft
  - 2000 in Altenberg: 3. Platz Mannschaft, 6. Platz Einzel

- Weltcup:
  - Gesamtwertung 2001/02: 9. Platz
  - Gesamtwertung 2002/03: 6. Platz
  - Gesamtwertung 2003/04: 5. Platz
  - Gesamtwertung 2004/05: 15. Platz
  - Gesamtwertung 2005/06: 6. Platz
  - Gesamtwertung 2006/07: 7. Platz
  - Gesamtwertung 2007/08: 9. Platz
  - Gesamtwertung 2008/09: 7. Platz
  - Gesamtwertung 2009/10: 8. Platz
  - Gesamtwertung 2010/11: 13. Platz

- Challenge-Cup:
  - 2000/01: 7. Gesamtrang
  - 2001/02: 7. Gesamtrang
  - 2002/03: 5. Gesamtrang
  - 2003/04: 5. Gesamtrang
  - 2004/05: 10. Gesamtrang
  - 2005/06: 3. Gesamtrang
  - 2006/07: 3. Gesamtrang
  - 2007/08: 5. Gesamtrang
  - 2008/09: 4. Gesamtrang
  - 2009/10: 4. Gesamtrang

- Österreichische Staatsmeisterin 2006 und 2008